# إكيدي (إوليويلن)
إكيدي هو دُوَّار يقع بجماعة إيڭيدي، إقليم تارودانت، جهة سوس ماسة في المملكة المغربية. ينتمي الدوّار لمشيخة إوليويلن التي تضم 27 دوار. يقدر عدد سكانه بـ 425 نسمة حسب الإحصاء الرسمي للسكان والسكنى لسنة 2004.

## روابط خارجية
- البوابة الوطنية للجماعات الترابية
- المندوبية السامية للتخطيط